# 10141 Gotenba
10141 Gotenba este un asteroid din centura principală de asteroizi.

## Descriere
10141 Gotenba este un asteroid din centura principală de asteroizi. A fost descoperit pe 5 noiembrie 1993 la Kiyosato de Satoru Ōtomo. Asteroidul prezintă o orbită caracterizată de o semiaxă mare de 2,61 ua, o excentricitate de 0,18 și o înclinație de 13,6° în raport cu ecliptica.